# Dicerogastra madecassa
Dicerogastra madecassa là một loài bướm đêm trong họ Noctuidae.